# Keltisk broche
Keltiske brocher eller mere korrekt kaldet halvbrocher og de tæt beslægtede pseudo halvbrocher er en type af broche-fibler eller dragtspænde, der ofte er temmelig store. Halvbroche betyder, at de er dannet af en ukomplet ring. De bliver særligt associeret med begyndelsen af tidlig middelalder på øerne Irland og Storbritannien, selvom de findes i andre periode og steder, for eksempel som en del af traditionelle kvindekjoler i Nordafrika.
De begyndte som et praktisk spænde i jernalderen og romertiden, og de bliver især associeret med fint ornamenterede brocher, der blev fremstillet i ædelmetal til eliten i Irland og Skotland fra omkring 700 til 900. Det er de vigtigste genstande af høj-kvalitets sekulært metal-arbejde fra den tidlige middelalders keltiske eller insulære kunst, som historikere ofte omtaler det. Smykketypen fortsatte i simplere forme kendt som tidselbrocher i 1000-tallet i hvad der ofte kaldes vikingetiden i Irland og Skotland. 
Både halvbrocher og pseudo-halvbrocher har en lang dorn i den ene side af ringen. Dornen kan bevæge sig frit i ringen ud til begge ender. I de sande halvbrocher er ringen ikke lukket, og der er et hul imellem de to ender, der er stort nok til at dornen kan komme igennem. I pseudo-halvbrocher er ringen lukket, men der er stadig to klart afsluttede ender, der er samlet i et yderligere element. Halvbrocher er en simpel og effektiv både at fastgøre løstvævet tekstil, hvor dornen ikke efterlader et permanent hul i klædet. Pseudo-halvbrochetypen er noget mindre effektiv.
Brocherne blev båret af både mænd og kvinder, normalt på skulderen af mænd og over brystet for kvinder og med dornen pegende op. En irsk lov siger, at hvis det skulle ske, at dornen skader en anden person, så er bæreren ikke skyldig, hvis ikke nålen ragede for langt ud, og brochen blev båret på disse måder af begge køn. De mest detaljerede eksempler var tydligt et udtryk for status i toppen af samfundet, og de blev også båret af gejstlige, i hvert fald i Irland, selvom det nok mest var for at fastgøre kåber og andre liturgiske klæder til særlige lejligheder og ikke som en del af hverdagsklæder. Senchas Mór, en tidlig irsk lov, specificerer at sønner af store konger, der blev opdraget af fosterforældre, skulle have "brocher af guld med krystal indsat i dem", mens sønner af mindre konger kun skulle bære sølvbrocher.

## Galleri
- Rogart-brochen er en halvbroche fra 700-tallet på National Museum of Scotland.
- Hunterstonbrochen er en pseudo-halvbroche fra omkring år 700 på National Museum of Scotland.
- Tidselbroche fra 800-900-tallet på Hunt Museum i Limerick, Irland.